# Dora Juárez Kiczkovsky
Dora Juárez Kiczkovsky es una cantante y cineasta procedente de México, de origen judío argentino. 

## Biografía
Sus padres migraron de Argentina a México durante la Dictadura militar de 1976. Por el lado materno es nieta de abuelos polacos, bisabuelos sobrevivientes del holocausto y tatarabuelos muertos en campos de concentración. Su vida y su obra están fuertemente marcadas por el exilio.
Estudió cinematografía en el Centro de Capacitación Cinematográfica, siendo egresada cum laude. En el campo musical cursó estudios en la Escuela Superior de Música del Instituto Nacional de Bellas Artes de México. Juárez hace composiciones y las interpreta en diversos proyectos haciendo uso de la exploración y la improvisación vocal. Es soprano, de timbre dulce y profundo.
Formó parte del trío vocal Muna Zul junto a Leika Mochán y Sandra Cuevas del 2002 al 2013, grabando dos discos, Muna Zul  (Tzadik Records 2002) y Enviaje (Intolerancia Records 2004). Se ha presentado en los principales festivales y auditorios de México como el Teatro de la Ciudad, el Palacio de Bellas Artes, el Auditorio Nacional y la Sala Blas Galindo, entre otras. Ha girado por Estados Unidos, Francia, Austria, España, Alemania, Argentina, Chile y Colombia.
Juárez es de las pocas cantantes mexicanas grabadas por el sello Tzadik Records de John Zorn. Con su disco Cantos para una diáspora de 2014, Juárez realizó un homenaje a sus raíces a través de versiones propias y contemporáneas de cantos antiguos sefardís. Incluso en el último track del disco se puede escuchar a su abuela y abuela cantando en polaco y en yidish.
Ha colaborado musicalmente al lado de varios artistas, entre ellos Juan Pablo Villa, Iraida Noriega, Martha Gómez, Susana Baca, Los cardencheros de Sapioriz, Marc Ribot, Sofía Rei, Germán Bringas, Leika Mochán, Sandra Cuevas, Jaime Ades, Francisco Bringas, Fernando Vigueras, Misha Marks, entre otros.
Realizó el largometraje Perpetuum Mobile, en busca de una voz documental experimental realizado en Francia, India, Argentina y México, que habló acerca de la pertenencia y los alcances metafísicos de la voz. En dicho documental aparecen los Cardencheros de Sapioriz Durango (artistas del canto cardenche), el ensamble Cuncordi d´Orosei de Sardegna, Mola Syla de Senegal, el chelista holandés Ernst Reijseger y el cineasta Werner Herzog, con quien colaboró durante la realización de su película The Wild Blue Yonder. También realizó diversos cortometrajes y la serie Érase una voz en México, 32 documentales cortos acerca de cantos alrededor de dicho país. Su trabajo aborda en diversas maneras las temáticas de migración y pertenencia. 

## Obra

### Musical

#### Solista
- 2006: En la panza de una ballena (Jazzorca Records)
- 2013: Cantos para una diáspora (Tzadik Records como parte de la serie Radical Jewish Music)
- 2025: Planeta ballena (Edición independiente)

#### Con Muna Zul
- 2002: Muna Zul (Tzadik Records, 2002)
- 2004: Enviaje (Intolerancia, 2004)

Colaboraciones
- “La fiesta de los Bárbaros” con Juan Pablo Villa
- “Providencia” con La Barranca
- “Aquellos” con Jaime Ades

### Filmografía
- Érase una voz en México (32 documentales cortos, FONCA, 2012).
- Perpetuum Mobile, En busca de una voz (76 min, documental, 2008)
- El Sonido y el Silencio (45 min, documental, 2006).
- Los últimos días (14 min, ficción, 2002).
- Toc Toc ( 5 min, ficción, 2001).

## Premios y reconocimientos
- Becaria en tres ocasiones del Fondo Nacional para la Cultura y las Artes (Fonca)[7]